# Claro Abánades López
Claro Abánades López (Molina de Aragón, Guadalajara; 1879-Madrid; 1974) fue un abogado, historiador, investigador y cronista español, doctor en Filosofía y Letras.
Fue redactor jefe de los diarios madrileños El Correo Español y El Pensamiento Español. A su muerte se hallaba en posesión de la encomienda de Alfonso X el Sabio, la italiana de San Carlos Borromeo y la placa de Comendador de la Orden al Mérito Civil.

## Obra
Entre sus muchas obras destacan: 
- Una excursión a Toledo,
- Leyendas y Tradiciones,
- Carlos V de España,
- Balmes,
- Abánades López, Claro (1961). Dinastía insobornable: Carlos V de España, Conde de Molina, Carlos VI, Conde de Montemolín, Carlos VII, Duque de Madrid. Palencia: Ediciones Montejurra.

Además relacionados con su tierra natal, Molina de Aragón, escribió bastantes obras: La Reina del Señorío, Avanzada de Castilla, La ciudad de Molina, Diego Sánchez Portocarrero, El Real Señorío de Molina.